# Consociationalisme
Le consociationalisme, aussi appelé consociativisme ou démocratie de concordance, est la forme que prennent les systèmes politiques démocratiques dans les sociétés profondément divisées lorsqu'un partage du pouvoir parvient à s'opérer entre leurs élites hors de toute logique majoritaire et en dépit des clivages religieux, linguistiques ou ethniques qui peuvent exister par ailleurs entre les groupes socioculturels dont ces élites assurent la représentation au gouvernement.
Rendue possible par des tractations de haut niveau visant une forme de consensus, l'existence de mécanismes consociationnels n’est envisagée par la science politique que dans une dizaine de pays du monde tous situés en Europe de l'Ouest et en Afrique subsaharienne, à l'exception du Liban, du Guyana et de la Malaisie. S'agissant de ceux à partir desquels le politologue Arend Lijphart a développé le concept dans les années 1960, la Belgique, les Pays-Bas et la Suisse sont particulièrement étudiés. Actuellement, ce concept fait l'objet d'études menées notamment par les politologues anglophones John McGarry(Queen's University), Brendan O'Leary (université de Pennsylvanie) ou encore Matt Qvortrup (université de Coventry).

## Les origines du consociationalisme

### Origines du concept
L'irruption de la théorie consociative dans la science politique remonte à 1967, date de la publication par Gerhard Lehmbruch de son ouvrage Proporzdemokratie. Politisches System und Politische Kultur in der Schweiz und in Österreich. C'est toutefois le politologue Arend Lijphart qui a le plus développé le concept par la suite, en particulier à compter de 1977 et de la parution de son premier ouvrage majeur, Democracy in Plural Societies: A Comparative Exploration. C'est lui qui a forgé le mot consociationalisme à partir de consociatio, un terme d'origine latine déjà utilisé par le philosophe et théologien calviniste Johannes Althusius en 1603 et par l'Américain David E. Apter dans une étude sur le Nigéria quelques années auparavant seulement.
Arend Lijphart définit la notion très clairement dès 1968 en affirmant dans un article intitulé « Typologies of Democratic Systems » (« Typologies des systèmes démocratiques ») que les démocraties déplorant des fractures culturelles et des tendances à l'immobilité et à l'instabilité très marquées peuvent être définies comme consociatives si elles ont été transformées volontairement en des systèmes plus stables par les élites des sous-groupes les plus importants existant en leur sein. Cette définition sera complétée par la suite lorsque le chercheur repèrera quatre caractéristiques distinguant le consociationalisme le plus pur des autres formes que peuvent prendre les systèmes démocratiques.
Initialement, Arend Lijphart posa quatre éléments permettant de caractériser le consociationalisme ; éléments qu'il agrémenta de prérequis et autres conditions favorables propices au développement de cette forme d'organisation politique particulière. Au fil des décennies, ces caractéristiques évoluèrent, notamment au gré des réserves émises par bon nombre de ses confrères.

### Les caractéristiques de la démocratie consociationnelle

#### L'existence d'une coalition
La particularité du consociationalisme est de prendre racines dans des sociétés clivées où la relative correspondance des forces fait craindre à tout instant un éclatement du pays. Aussi, pour éviter ce sort funeste, les élites politiques de ces États n'ont d'autre choix que de s'allier pour gouverner en bonne intelligence. Bien que cette nécessité engendre un effet responsabilisant, certains auteurs s'accordent à dire que cette gouvernance coalisée est davantage une option de circonstance (les représentants n'ayant d'autres alternatives possibles) plutôt qu'une réelle philosophie politique. Ainsi, il a par exemple été observé des tentatives de freiner l'accès de certains partis à l'espace de représentation ; notamment en établissant des modalités financières contraignantes. 

#### L'usage de laproportionnalité
Celle-ci permet une représentation équitable au parlement, dans l'administration publique et dans toutes les assemblées qui votent les budgets locaux. Aussi, si un pilier regroupe 30 % de la population totale, il doit obtenir 30 % des postes-clés au sein des instances politiques. Bien sûr, certaines corrections peuvent parfois être apportées à la proportionnalité brute, en particulier dans les sociétés où l'un des segments représente clairement une majorité démographique. Cela peut alors signifier une légère surreprésentation d'un segment démographiquement minoritaire jusqu'à la parité numérique.

#### L'autonomie segmentaire
Un régime consociationaliste accorde toujours une certaine autonomie aux différents segments de population, surtout dans les domaines qui sont étroitement liés à l'identité même de ces segments. La langue utilisée dans le système éducatif fait souvent partie de ces domaines. Cette autonomie est particulièrement visible au Liban où l'appartenance à une communauté religieuse ouvre l'accès à certaines garanties sociales. De la même manière, et pour exemple, « un Libanais ou une Libanaise qui souhaite contracter mariage ou demander le divorce ne doit pas se référer à la loi nationale mais à la loi de sa religion d’appartenance (la Charia pour les musulmans, le droit canon pour les chrétiens) dont dépendent à la fois la démarche et les effets juridiques en résultant ».

#### Le droit deveto
Pour certaines matières de haute importance, il élimine le risque qu'un segment minoritaire soit marginalisé et exclu de facto du processus de prise de décision. Ce cadre favorise l'abandon du principe majoritaire et de la démocratie dite adversative. Ce droit de veto peut prendre plusieurs formes : il peut correspondre à un mécanisme parlementaire (quorum de députés nécessaire à l'adoption d'un texte) ou à recours à la votation populaire (comme c'est le cas en Suisse où la double majorité des citoyens et des cantons permet à une minorité de bloquer une prise de décision). 

### Les conditions favorables ou nécessaires à la mise en œuvre

#### La division importante du champ social
Le consociationalisme n’est généralement concevable que si existent au moins trois groupes sociaux disparates dans la société démocratique considérée. S’ils ne sont que deux, l'antagonisme imposé par le principe de la majorité politique peut devenir trop fort pour permettre que celui qui domine l'autre invite ce dernier à le rejoindre au pouvoir. D'un autre côté, selon Arend Lijphart, l'approche consociationaliste a plus de chance de réussir lorsque les groupes sont au plus trois ou quatre ; les conditions deviennent progressivement moins favorables au fur et à mesure que le nombre de groupes augmente au-delà.

#### Le multipartisme
Si le système est bipartisan, il rend illogique le partage du pouvoir par le parti politique qui le détient. Ce n'est que si trois partis politiques existent que peut commencer la mise en place d’un consensus en vue de la formation d’une coalition gouvernementale. Ce multipartisme serait, au dire du juriste Maurice Duverger, le corollaire de la représentation proportionnelle. 

#### La petite taille de la société
Les élites sociopolitiques sont plus susceptibles d'amabilités si elles se connaissent bien les unes les autres du fait de la petitesse de la société pour laquelle ils agissent tous. À la petite taille de la société, Lijphart ajoutera l'idée qu'un nationalisme modéré est davantage favorable au développement de la logique consociative ; prérequis qui sera par la suite abandonné puisque rapidement considéré comme insignifiant et sans portée réelle.

#### La loyauté des bases partisanes
La représentation politique proposée par les partis doit correspondre avec une certaine justesse aux divisions du champ social de telle sorte que les bases partisanes se montrent très loyales à celui qui les représente. Si elles ne le sont pas, certains représentants amenés à être désignés pour rejoindre le gouvernement pourront être dénoncés comme non représentatifs par les autres membres de ce gouvernement.

## Les démocraties consociatives

### Pays-Bas
Les Pays-Bas constitueraient, aux dires de nombreux chercheurs, la plus ancienne illustration de démocratie consociative ; la culture du compromis y remontant au Moyen-Âge selon Philippe Van Praag. De ce fait, la logique consociationnelle y est exclusivement informelle ; issue de coutumes et autres pratiques ancestrales. Le consociativisme néerlandais repose principalement sur deux clivages : l'un religieux, l'autre de classes. Le premier a évolué au fil des époques : opposant originellement les trois grandes communautés religieuses du pays (catholiques, réformés et protestants), la division s'opère aujourd'hui entre laïcs et membres de la communauté musulmane. S'agissant du second, il se trouve en relative perte de vitesse puisque, comme l'a constaté Gilles Ivaldi, « [le] clivage traditionnel du travail et du capital [a] perdu de sa force ». Dans la pratique, le consociationalisme prend forme au moyen de larges coalitions gouvernementales regroupant généralement trois ou quatre partis politiques siégeant à la Chambre basse ; coalitions qui devinrent de plus en plus restreintes au point de s'assimiler davantage à des « regroupements à minima ».   
En partie à cause des transformations sociétales observées aux Pays-Bas, les auteurs se sont petit-à-petit détournés de cet exemple de plus en plus considéré comme insatisfaisant. Ainsi, dans la dernière actualisation d'un ouvrage correspondant à l'aboutissement d'une vie de recherche, le politologue néerlandais Arend Lijphart posa dix critères permettant de déterminer les modèles les plus parfaits de démocratie consociative (que seraient selon lui la Belgique et la Suisse).

### Belgique
Selon Arend Lijphart, la Belgique est la forme consociative la plus aboutie puisqu'elle répond aux dix critères d'identification les plus pertinents pour définir ce qu'est le consociationalisme d'aujourd'hui. Le premier de ces critères est l'existence d'un gouvernement de large coalition dont le taux de représentation avoisine toujours les 50 % de suffrages exprimés aux élections générales. Ensuite, on trouve le nécessaire équilibre des forces entre l'exécutif et le législatif utile à toute procédure de négociation. Parmi ces critères, on trouve également la condition du multipartisme encouragée par le recours des scrutins de type proportionnel qui assurent la représentation la plus large des diversités d'opinion et, en conséquence, l'expression de l'ensemble des groupes d'intérêt corporatistes. De surcroît, le « père » de la démocratie consociative estime que, pour avoir des chances de durer, le consociationalisme doit prendre vie dans des États aux constitutions rigides, dotés d'un fort bicamérisme et organisés de manière fédérale. Enfin, les deux derniers critères ont étonné bon nombre de spécialistes de la théorie consociative ; non seulement du fait qu'ils furent présentés sans réelle justification cohérente mais également parce que la Suisse, deuxième modèle « parfait » de consociativisme, n'y répondait pas. Il s'agit de l'existence d'un contrôle de constitutionnalité effectif (que ne pratique pas la Suisse) ainsi que de l'indépendance des banques centrales (critère que ne remplissait pas la Belgique jusqu'au traité de Maastricht).

### Suisse
Le consociationalisme est appelé en Suisse démocratie de concordance. Principe fondamental de l'organisation du système politique suisse, il suit les quatre critères du consociationalisme : la présence d'un partage du pouvoir au niveau fédéral entre les principaux partis politiques en proportion de leur force électorale. Ce système appelé « formule magique » est un arrangement non-écrit et tient compte non seulement de la représentativité des forces politiques, mais également des différences linguistiques du pays. Les institutions sont tenues de respecter les proportions linguistiques de la population dans leur personnel et les sièges des institutions sont dispersés dans le pays. Le système suisse par sa nature fédéraliste réserve d'importantes fonctions et de prérogatives aux cantons et aux communes et les minorités disposent de moyens de faire entendre leur voix, notamment par l'usage du référendum et de l'initiative populaire qui, s'ils sont conformes aux critères requis, entraînent une votation populaire.

### Irlande du Nord
À la suite de l’Accord du Vendredi Saint signé en 1998 et mettant fin au conflit nord-irlandais, l’Irlande du Nord est dirigée par un gouvernement consociatif. Nation constitutive du Royaume-Uni mais avec des liens étroits avec la république d’Irlande, elle dispose d’une assemblée élue et d’un gouvernement autonome. Celui-ci doit obligatoirement être constitué des deux communautés républicaines catholiques et unionistes protestantes.

### Union européenne
Yannis Papadopoulos a réalisé une étude pour Notre Europe dans laquelle il démontre qu'il y a entre l'Union européenne et la Suisse des homologies structurales fortes telles que l'existence d'un système de clivages croisés, d'un exécutif trans-partisan, d'un parlement bicaméral, du multilinguisme, et d'une logique de décision consociative. Il conclut que l'UE est une démocratie de type consociatif.

### Autriche

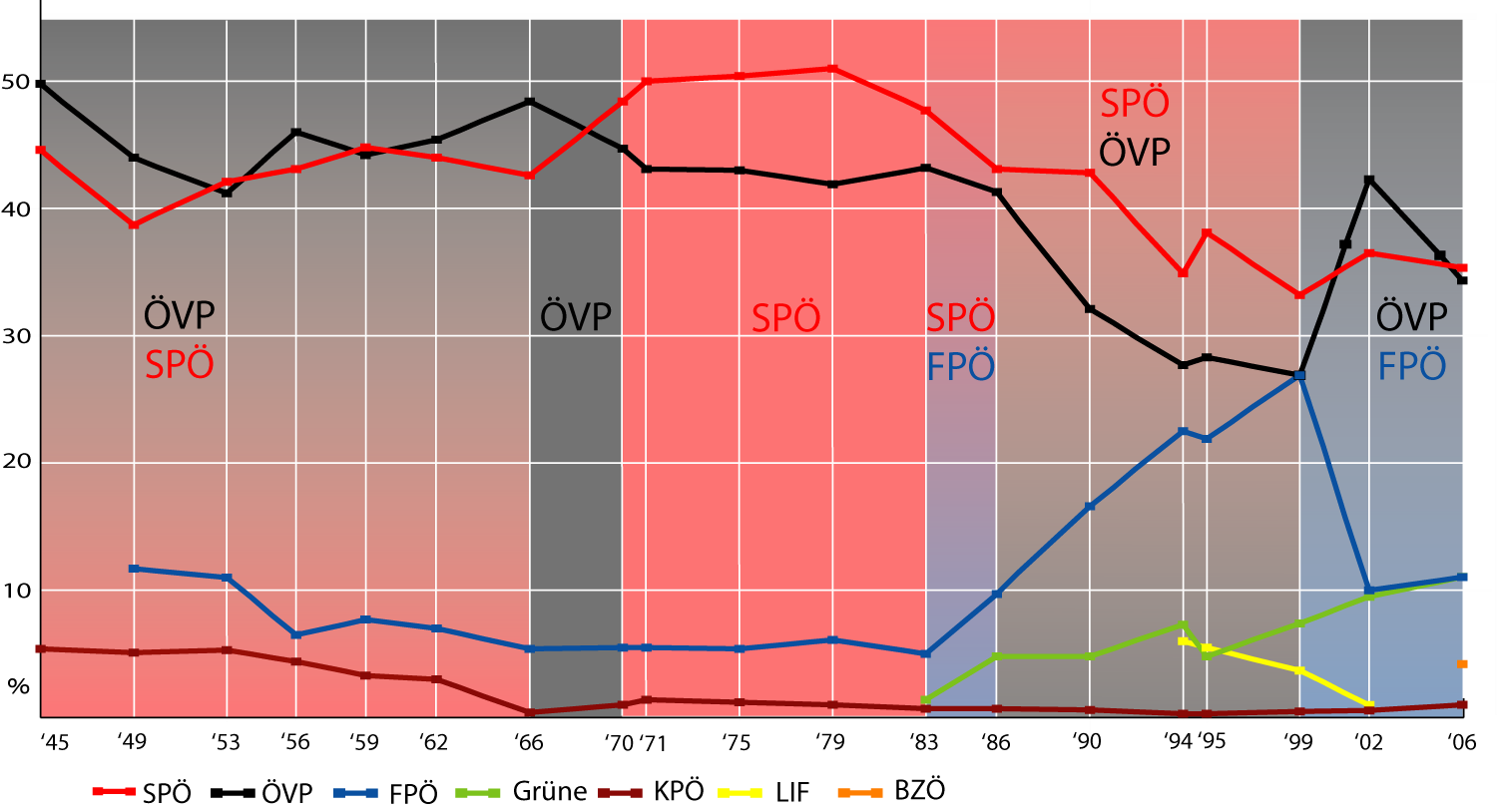
Les élections législatives autrichiennes se sont soldées par la mise en place de gouvernements consociatifs jusqu'en 1966. Par la suite, le système politique national est devenu moins pur.

Le consociationalisme aidant, toutes les élections législatives autrichiennes qui ont eu lieu après-guerre se sont soldées par l'établissement d'une grande coalition impliquant à la fois l'ÖVP et le SPÖ, les deux seuls partis d'importance à l'époque. Mais les choses ont changé à compter de 1966 et de l'affirmation du principe majoritaire à la faveur de la confiscation du pouvoir par l'une ou l'autre des deux formations historiques jusqu'en 1983.

### Liban
À bien des égards, le Liban se révèle être un régime consociationaliste étonnant. Tout d'abord, il ne connaît pas l'exigence de bicamérisme posée par Arend Lijphart ; le Liban n'étant doté que d'une Assemblée de représentants bien que la Constitution de 1990 affirme l'ambition de voir se constituer une deuxième Chambre parlementaire répondant à l'appellation de Sénat. De surcroît, autre particularité, le Liban, contrairement aux Pays-Bas, à la Suisse ou à la Belgique, ne s'inscrit pas dans la catégorie des « régimes consociatifs de coalition » mais dans celle des « régimes consociatifs par alternance » (à l'instar de la Colombie). Effectivement, dans ces régimes présidentiels la fonction exécutive suprême exercée par un seul individu ne permet pas un partage équilibré des forces. De ce fait, le Pacte national libanais de 1943 « répartit les présidences des plus hautes institutions entre les principales sensibilités religieuses du pays : le président de la République étant obligatoirement un maronite, le président du Conseil un sunnite et le président de l'Assemblée un chiite ».
Au Liban, bien que le processus de déconfessionnalisation ait été maintes fois annoncé (répété dans les accords de Taëf de 1989 ainsi que dans la Constitution de 1990), celui-ci n'a pour l'instant pas été enclenché. De ce fait, le poids des communautés religieuses reste particulièrement important. Cependant, certains observateurs ont pu constater, çà et là, des tentatives citoyennes de sortie de la logique confessionnelle. Ainsi, certains Libanais se sont regroupés en dehors de toute procédure religieuse pour donner une certaine prédominance au droit civil.

### Afrique du Sud
Dans le modèle d'apartheid traditionnel, l'Afrique du Sud était présentée comme une société de nations possédant chacune sa propre culture. À partir des années 1960, le concept de société plurale servit à définir la société sud-africaine pour justifier la séparation raciale. Plusieurs auteurs étrangers comme Arend Lijphart et Samuel Huntington proposèrent des perspectives d'évolutions pour ce type de société telle l'Afrique du Sud,. Ainsi, à partir notamment des modèles suisses et allemands, Lijphart envisagea pour l'Afrique du Sud un modèle de démocratie consociationnelle basée sur l'association et le consensus des divers groupes sociaux, ethniques et politiques du pays. C'est ce modèle qui aura la préférence de Frederik de Klerk et des dirigeants du parti national lors des premières négociations sur le démantèlement de l'apartheid au début des années 1990. L'abolition des lois de l'apartheid en 1991 suivie des premières élections au suffrage universel sans distinction de race en 1994 constituent les événements les plus marquants de l'Histoire récente sud-africaine. Ils sont l'aboutissement de négociations entamées au milieu des années 80 entre Nelson Mandela, alors en prison, et les représentants du président Pieter Botha,. Ces négociations d'abord secrètes ont mené ensuite à des négociations constitutionnelles (CODESA I et II) réunissant le gouvernement et l'ensemble des partis politiques sud-africains, à l'élaboration d'une constitution provisoire, à la reconnaissance de onze langues officielles, à la proclamation d'une charte des droits, à l'élection d'une assemblée constituante et à la formation d'un gouvernement d'union nationale réunissant le Congrès National Africain et le parti national. Cette période s'achève par l'adoption d'une nouvelle constitution sud-africaine en 1996. 
Cette période a aussi été marquée par une politique de vérité, de réconciliation et de pardon, entamée avec la Commission Goldstone pour faire la lumière sur les exactions des forces de sécurité et qui a connu son apogée avec la Commission vérité et réconciliation (1995-1997).

### Italie
Pour Alessandro Pizzorno, de l'Institut universitaire européen de Florence, les partis politiques de la Première République italienne n'étaient pas véritablement ennemis mais étaient au contraire tout à fait capables de s'accorder sans trop de tergiversations. Selon lui, considérer qu'ils étaient complètement antagonistes revient à tomber dans leur piège en ne retenant que ce qu'ils disaient être plutôt que ce qu'ils furent réellement. De ce point de vue, l'analyse de Giovanni Sartori présentant le système politique italien comme polarisé entre des partis idéologiquement très éloignés les uns des autres est une erreur.